# Arnold Rimpau
Arnold Rimpau (* 5. Juli 1856 in Braunschweig; † 2. Januar 1936 in Bandelstorf bei Rostock; vollständiger Name: Ludwig Arnold Rimpau) war ein deutscher Kaufmann, Unternehmer und Gutsbesitzer.

## Leben und Werk
Arnold Rimpau entstammte einer seit dem 17. Jahrhundert in Braunschweig ansässigen Landwirts- und Kaufmannsfamilie und war der Sohn des Kaufmanns August Rimpau, der vor der Industrialisierung in Braunschweig zum Kern des Wirtschaftsbürgertums gehörte, 1848 an fünfter Stelle der Höchstbesteuerten in der Stadt stand und sich – wie andere wohlhabende Braunschweiger Bürger – der Förderung des Allgemeinwohls verpflichtet fühlte, und dessen Ehefrau Anna Henneberg (Eheschließung 8. Oktober 1848).

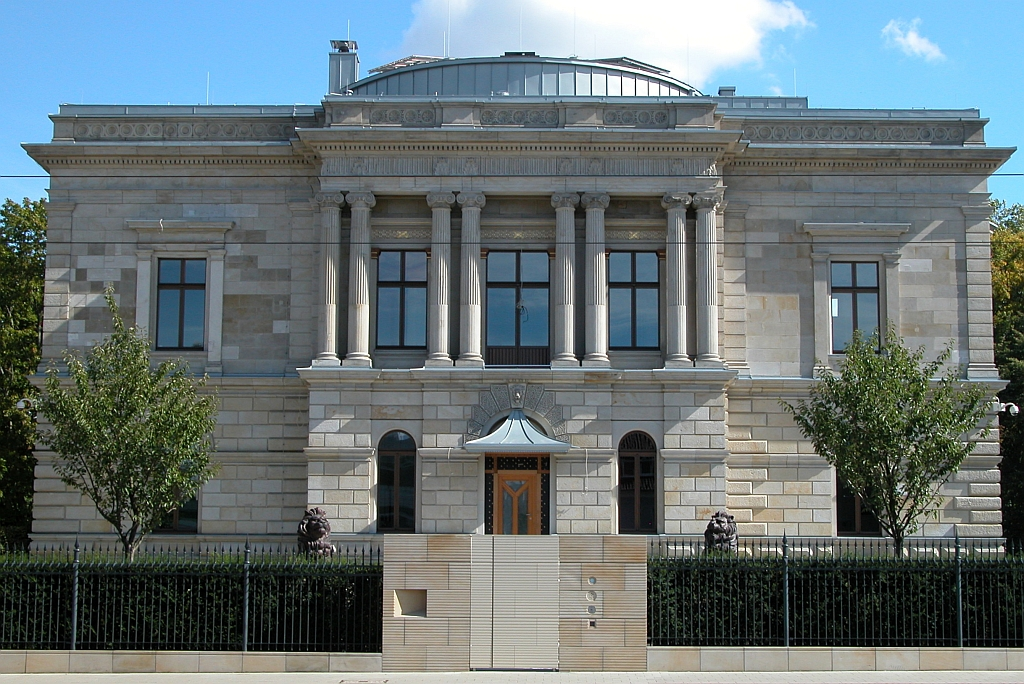
Rimpausche Villa (2010)

Nachdem Arnold Rimpau zu Ostern 1874 den Besuch des Herzoglichen Gymnasiums Martino-Katharineum mit dem Abitur und anschließend in Bremen und England eine kaufmännische Lehre abgeschlossen hatte, trat er 1880 in das väterliche Geschäft ein. In der Norddeutschen Torfmoorgesellschaft (seit 1890 ganz im Besitz der Rimpaus) arbeitete er an der Kultivierung des Großen Moores nördlich von Gifhorn. Nachdem es gelungen war, neue landwirtschaftliche Nutzflächen zu gewinnen, legte Rimpau die Vorwerke „Arnoldshof“ und „Mathildenhof“ an. Darüber hinaus sorgte er dafür, dass der Torfabbau durch Maschinen vorgenommen wurde. Er ließ Torf in Gifhorner Fabriken zu Brennmaterial, Torfmull und -streu verarbeiten. Darüber hinaus setzte sich Rimpau für den Ausbau des Straßen-, Kanal- und Eisenbahnnetzes rund um das Große Moor ein; so subventionierte er die Eisenbahnverbindung zwischen den Orten Triangel und Isenbüttel und finanzierte aus eigenen Mitteln zwei Anschlussstrecken für den Torftransport.
Wie sein Vater August fühlte sich Arnold Rimpau der Förderung des Allgemeinwohls verpflichtet und stellte so z. B. Gelder für die Erhaltung alter Fachwerkhäuser und Kirchengemälde zur Verfügung. Er wohnte repräsentativ in der nach ihm benannten Rimpauschen Villa, die zu seiner Zeit ein gesellschaftlicher Mittelpunkt der Stadt und Treffpunkt bedeutender Persönlichkeiten wie z. B. Ina Seidel oder Heinrich Sohnrey war.